# Seznam lichtenštejnských kněžen

Znak Lichtenštejnů

Seznam lichtenštejnských kněžen zahrnuje kněžny manželky, které titulu nabyly sňatkem s panujícím knížetem z Lichtenštejna.

## Historie
Titul kněžny z Lichtenštejna vznikl na základě manželství prvního lichtenštejnského knížete Karla I., kterému byl dědičný knížecí titul udělen v roce 1608 za věrné služby pozdějším císařem Matyášem I. První nositelkou titulu byla moravská šlechtična Anna Marie Šemberová z Boskovic a Černé Hory, která se za Lichtenštejna provdala téměř dvě desetiletí před nabytím titulu v roce 1590. Historie rodu Lichtenštejnů je úzce spjata s jižní Moravou, proto také většina kněžen tohoto rodu pocházelo z moravského a českého prostředí.
Poslední kněžnou panujícího knížete byla šlechtična, Marie Aglaé, rozená hraběnka Kinská z Vchynic a Tetova († 2021), rovněž českého původu.
Manželkou současného následníka trůnu, korunního prince Aloise, je Sofie, rozená vévodkyně bavorská.

## Lichtenštejnské kněžny
| Pořadí | Obrázek | Jméno                                        | Otec                                                                          | Narozena           | Sňatek             | Kněžnou od                                                        | Kněžnou do                                                                    | Úmrtí           | Manžel                            |
| ------ | ------- | -------------------------------------------- | ----------------------------------------------------------------------------- | ------------------ | ------------------ | ----------------------------------------------------------------- | ----------------------------------------------------------------------------- | --------------- | --------------------------------- |
| 1      |         | Anna Marie Šemberová z Boskovic a Černé Hory | Jan Šembera z Boskovic a Černé Hory, hrabě z Boskovic (Boskovicové)           | 1575               | 1590               | 20. prosince 1608 Její choť byl povýšen na vládnoucího knížete    | 6. června 1625                                                                | 6. června 1625  | Karel I.                          |
| 2      |         | Johana Beatrix z Ditrichštejna a Mikulova    | Kníže Maxmilián z Ditrichštejna a Mikulova (Ditrichštejnové z Mikulova)       | 1625               | 6. srpna 1644      | 6. srpna 1644                                                     | 26. března 1676                                                               | 26. března 1676 | Karel Eusebius                    |
| 3      |         | Edmunda Marie z Ditrichštejna a Mikulova     | Kníže Ferdinand Josef z Ditrichštejna a Mikulova (Ditrichštejnové z Mikulova) | 17. dubna 1652     | 16. února 1681     | 5. dubna 1684 nástup manžela na trůn                              | 16. června 1712 ‘‘(úmrtí manžela)’’                                           | 15. března 1737 | Jan Adam I. Ondřej                |
| 4      |         | Eleonora z Thun-Hohenštejna                  | Hrabě Michael Osvald z Thun-Hohenštejna (Thun-Hohensteinové)                  | 4. května 1661     | 15. října 1679     | 12. března 1718 nástup manžela na trůn                            | 11. října 1721 (úmrtí manžela)                                                | 10. února 1723  | Antonín Florián                   |
| 5      |         | Marie Anna z Oettingen-Spielbergu            | František Albrecht, I. kníže z Oettingen-Spielbergu (Oettingen-Spielbergové)  | 21. září 1693      | 3. srpna 1716      | 11. října 1721 nástup manžela na trůn                             | 15. dubna 1729                                                                | 15. dubna 1729  | Josef Jan Adam                    |
| 6      |         | Marie Anna Kotulinská z Křížkovic            | Hrabě František Karel Kotulinský, hrabě z Kotulina a Křížkovic (Kotulinští)   | 12. května 1707    | 22. srpna 1729     | 22. srpna 1729                                                    | 16. prosince 1732 úmrtí manžela                                               | 6. února 1788   | Josef Jan Adam                    |
| 7      |         | Anna Marie Antonie z Lichtenštejna           | Kníže Antonín Florián z Lichtenštejna (Lichtenštejnové)                       | 11. září 1699      | 19. dubna 1718     | 16. prosince 1732 po znovunastoupení svého muže na trůn           | 6. července 1745 nástup Jana-Nepomuka Karla na trůn (po dosažení plnoletosti) | 20. ledna 1753  | Josef Václav I. (druhé období)    |
| 8      |         | Marie Josefa z Harrachu                      | Hrabě Bedřich August z Harrachu (Harrachové)                                  | 20. listopadu 1727 | 19. března 1744    | 6. července 1745 nástup manžela na trůn (po dosažení plnoletosti) | 22. prosince 1748 (úmrtí manžela)                                             | 15. února 1788  | Jan Nepomuk Karel z Lichtenštejna |
| 7      |         | Anna Marie Antonie z Lichtenštejna           | Antonín Florián z Lichtenštejna (Lichtenštejnové)                             | 11. září 1699      | 19. dubna 1718     | 22. prosince 1748 po znovunastoupení svého muže na trůn           | 20. ledna 1753                                                                | 20. ledna 1753  | Josef Václav I. (třetí období)    |
| 9      |         | Marie Leopoldina ze Šternberka               | Hrabě František Filip ze Šternberka (Šternberkové)                            | 11. prosince 1733  | 6. července 1750   | 10. února 1772 nástup manžela na trůn                             | 18. srpna 1781 (úmrtí manžela)                                                | 27. června 1809 | František Josef I.                |
| 10     |         | Karolína z Manderscheid-Blankenheimu         | Hrabě Jan Vilém z Manderscheid-Blankenheimu (Manderscheid-Blankenheimové)     | 14. listopadu 1768 | 16. listopadu 1783 | 16. listopadu 1783                                                | 24. března 1805 (úmrtí manžela)                                               | 11. června 1831 | Alois I.                          |
| 11     |         | Josefa z Fürstenbergu-Weitry                 | Lankrabě Jáchym Evžen z Fürstenbergu-Weitry (Fürstenbergové)                  | 21. června 1776    | 12. dubna 1792     | 24. března 1805 nástup manžela na trůn                            | 20. dubna 1836 (úmrtí manžela)                                                | 23. února 1848  | Jan I. Josef                      |
| 12     |         | Františka Kinská z Vchynic a Tetova          | Hrabě František de Paula Kinský z Vchynic a Tetova (Kinští)                   | 8. srpna 1813      | 8. srpna 1831      | 20. dubna 1836 nástup manžela na trůn                             | 12. listopadu 1858 (úmrtí manžela)                                            | 5. února 1881   | Alois II.                         |
| 13     |         | Elsa von Gutmann                             | Ritter Vilém Izák von Gutmann (Gutmannové)                                    | 8. ledna 1875      | 22. července 1929  | 22. července 1929                                                 | 25. července 1938 (úmrtí manžela)                                             | 28. září 1947   | František I.                      |
| 14     |         | Georgina von Wilczek                         | Hrabě Ferdinand Maria von Wilczek (Wilczkové/Vlčkové)                         | 24. října 1921     | 7. března 1943     | 7. března 1943                                                    | 18. října 1989                                                                | 18. října 1989  | František Josef II.               |
| 15     |         | Marie Aglae Kinská z Vchynic a Tetova        | Hrabě Ferdinand Karel Kinsky z Vchynic a Tetova (Kinští)                      | 14. dubna 1940     | 30. července 1967  | 13. listopadu 1989 nástup manžela na trůn                         | 21. srpna 2021                                                                | 21. srpna 2021  | Jan Adam II.                      |